# میلوارد براون
کنتار میلوارد براون که هم‌اکنون کنتار است. کنتار میلوارد بروان (که قبلاً با نام میلوارد براون شناخته می‌شد) یک ابرشرکت چندملیتی در زمینه اثربخشی تبلیغات، ارتباطات استراتژیک، رسانه‌ها و تحقیقات عدالت تجاری است. این شرکت ۸۷ دفتر در ۵۸ کشور جهان دارد.
دفتر مرکزی این شرکت در شهر نیویورک است. این شرکت کاملاً متعلق به دبلیوپی‌پی و بخشی از گروه کنتار است و دومین سازمان تحقیقات بازار در جهان پس از نیلسن است.
در آوریل سال ۲۰۱۹ ، کنتار اعلام کرد که همه مارک‌های میراث خود (از جمله کنتار میلوارد بروان) را متحد می‌کند و کلیه خدمات و پیشنهادها را با نام تجاری کنتار تثبیت می‌کند.

## جوایز
میلوارد براون در سال ۲۰۰۹ از طرف ایالات متحده و جوایز Effie استرالیا حمایت مالی شد.

## رهبری
تراوین ریهال مدیرعامل جهانی میلوارد براون است. ریهال در ماه مه ۲۰۱۳ مدیرعامل شد. مدیر عاملان قبلی میلوارد براون شامل موارد زیر است:
- موریس میلوارد و گوردون براون (۹۴–۱۹۷۳)
- دیوید جنکینز (۹۷–۱۹۹۴)
- باب مایرز (۲۰۰۷–۱۹۹۷)[۸]
- آیلین کمبل (۱۳–۲۰۰۷)[۷]